# إثيل فورمان
إثيل فورمان (بالإنجليزية: Ethel Furman)‏ هي مهندسة معمارية أمريكية، ولدت في 6 يوليو 1893 في ريتشموند في الولايات المتحدة، وتوفيت في 24 فبراير 1976.